# ノントロン
ノントロン （Nontron、オック語:Nontronh）は、フランス、ヌーヴェル＝アキテーヌ地域圏、ドルドーニュ県のコミューン。

## 地理
ペリゴール・ヴェール地方の中心地である。多様で手付かずの自然を持ち、コミューンはペリゴール・リムーザン地域自然公園の中心に位置する。ノントロンは非常に長い間他とは隔絶しており、コミューンに主要道路の交差がないことが地元経済の大きな障害となってきた。
コミューンは、中央高地の地質学上の一部であるヘルシニア造山運動の地形上に築かれている。
シャラント川の支流であるバンディア川が中央高地から流れ、コミューンを横断する。

## 歴史

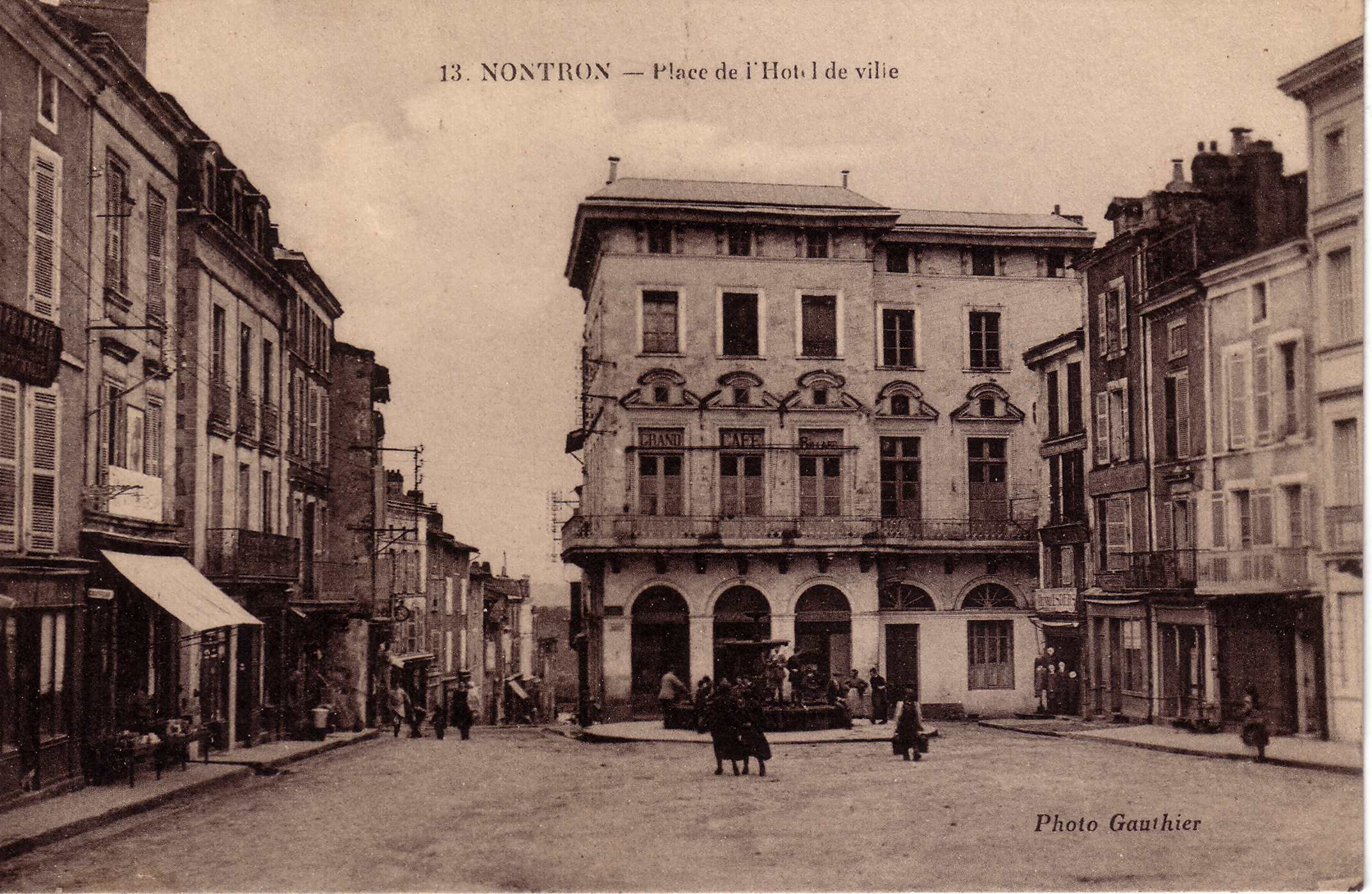
1925年に撮影されたオテル・ド・ヴィル

歴史家リボー・ド・ローガルディエールによれば、ノントロンの名はティールの言葉ナタ（Nata、谷）とダン（Dun、山）からきている。何世紀にもわたって、Natadun、Nattun、Nantrun、NontrounそしてNontronと記されてきた。
ノントロンのまちはおそらく1100年前には存在していた。7世紀のサラセン人、9世紀のヴァイキングなど、侵略者によって数回破壊された。
8世紀、ガロ＝ローマ時代のカストゥルムがリモージュ伯からシャルー修道院へ与えられた。その後何世紀もの間まちは所属する行政区画が変更され、フランス革命時代にドルドーニュ県の郡庁所在地となった。
1891年から1946年まで、旅行者のため、そして1970年までは貨物運搬用に鉄道駅が運営されていた。
1940年から1946年まで、かつての民間刑務所の敷地内に軍事刑務所が開設されていた。そこは事件の容疑者や政治犯（主に共産主義者やトロツキスト）が収容されており、中にはミシェル・ブロック（1943年にハンブルクでナチスによって斬首刑に処されたフランス・ブロック＝セラザンの兄）も含まれていた。ヴィシー政権下においては、レジスタンス運動の活動家も収容されていた。

## 経済
ガロ＝ローマ時代から19世紀半ばまで、鉄鉱石を抽出するためノントロン住民は鍛冶や溶鉱炉で働いていた。20世紀には靴を多く生産するようになった。しかし今靴工場はわずかである。
今日のノントロンには様々な業種があり、職人が手作りする高級品を扱うエルメス（2010年度に300人を雇用）や、食品加工業が代表される。
また、ノントロンは刃物の製造で知られる。この伝統はおそらく中世より続いている。ナイフ祭り（La Fête du Couteau）は毎年8月第一週の週末に開催されている。

## 人口統計
| 1962年 | 1968年 | 1975年 | 1982年 | 1990年 | 1999年 | 2006年 |
| ------ | ------ | ------ | ------ | ------ | ------ | ------ |
| 3 593  | 3 792  | 3 954  | 3 850  | 3 558  | 3 498  | 3 465  |

sources=CassiniとEHESSを基とする, 1968年はInseeを基とする (population sans doubles comptes puis population municipale à partir de 2006) ·  · 